# Arruffens
Arruffens (toponimo francese) è una frazione del comune svizzero di Romont, nel Canton Friburgo (distretto della Glâne).

## Storia
Già comune autonomo, nel 1868 è stato accorpato a Romont.

## Monumenti e luoghi d'interesse
- Cappella cattolica di Sant'Anna, eretta nel 1676[1].

## Società

### Evoluzione demografica
L'evoluzione demografica è riportata nella seguente tabella:
Abitanti censiti

## Amministrazione
Ogni famiglia originaria del luogo fa parte del comune patriziale che ha la responsabilità della manutenzione di ogni bene comune.